# 安托萬一世 (摩納哥)
安托萬一世（法語：Antoine Ier，1661年1月25日—1731年2月20日），摩納哥親王，1701年至1731年在位。

## 家庭
1688年，安托萬與洛林的瑪麗結婚，兩人共有三個女兒：
1. 路易絲-希波莉特（1697年—1731年）
2. 瑪格麗塔-卡蜜拉（1700年—1758年）
3. 瑪麗-佩琳（法语：Marie-Pelline Grimaldi）（1708年—1726年），早逝